# Cleistocactus luribayensis
Cleistocactus luribayensis ist eine Pflanzenart in der Gattung Cleistocactus aus der Familie der Kakteengewächse (Cactaceae). Das Artepitheton luribayensis verweist auf das Vorkommen der Art im Tal von Luribay in der bolivianischen Provinz Loayza.

## Beschreibung
Cleistocactus luribayensis wächst baumförmig mit mehreren aufrechten, graugrünen, zur Spitze hin verjüngten Trieben und erreicht bei Durchmessern von 4 bis 6 Zentimetern Wuchshöhen von 2 bis 3 Metern. Es sind etwa 19 breite Rippen mit Querfurchen vorhanden. Die darauf befindlichen grauen Areolen stehen bis 1 Zentimeter voneinander entfernt. Von den 16 bis 22 nadeligen, hellbraunen bis weißlichen, ausgebreiteten und 5 bis 15 Millimeter langen Dornen sind drei gelegentlich in der Mitte angeordnet.
Die röhrenförmigen, geraden, rosafarbenen Blüten sind bis 3 Zentimeter lang und weisen Durchmesser von 0,5 Zentimetern auf. Die inneren Blütenhüllblätter sind lachsrosafarben. Die lachsrosafarben Früchte weisen Durchmesser von bis 2 Zentimetern auf.

## Verbreitung, Systematik und Gefährdung
Cleistocactus luribayensis ist im bolivianischen Departamento La Paz in den Provinzen Murillo und Loayza in Höhenlagen von 2600 bis 3600 Metern verbreitet.
Die Erstbeschreibung erfolgte 1956 durch Martín Cárdenas.
In der Roten Liste gefährdeter Arten der IUCN wird die Art als „Data Deficient (DD)“, d. h. mit keinen ausreichenden Daten geführt.

## Nachweise